# 愛神星冰川
71°18′S 68°20′W / 71.300°S 68.333°W
愛神星冰川（英語：Eros Glacier）是南極洲的冰川，位於亞歷山大一世島東岸，長13公里、寬4公里，最終注入喬治六世海峽，在1935年11月23日由美國探險家發現，該冰川以愛神星命名。